# Telecomcerto
Il Telecomcerto è stato un concerto gratuito promosso e organizzato annualmente a Roma da Telecom Progetto Italia e dal Comune di Roma dal 2003 al 2007.
La prima edizione si è avuta nel 2003 con Sir Paul McCartney; da allora la manifestazione è proseguita con successo e ha proposto l'esibizione di musicisti che hanno fatto la storia della musica pop-rock tra gli anni '60 e '90; l'ultima edizione è stata nel 2007 con i Genesis.

## Cronologia
- 2003: Paul McCartney - (Colosseo, 11 maggio)
- 2004: Simon and Garfunkel - (Fori Imperiali, 31 luglio)
- 2005: Elton John - (Fori Imperiali, 3 settembre)
- 2006: Billy Joel & Bryan Adams - (Fori Imperiali, 31 luglio)
- 2007: Genesis - (Circo Massimo, 14 luglio)

## Scalette

### 2003 Paul McCartney
1. Hello Goodbye
2. Jet
3. All My Loving
4. Getting Better
5. Let Me Roll It
6. Lonely Road
7. Your Loving Flame
8. Blackbird
9. Every Night
10. We Can Work It Out
11. You Never Give Me Your Money/Carry That Weight
12. The Fool On The Hill
13. Here Today
14. Something
15. Eleanor Rigby
16. I've Just Seen A Face
17. Calico Skies
18. Two Of Us
19. Michelle
20. Band On The Run
21. Back In The USSR
22. Maybe I'm Amazed
23. Let 'em In
24. My Love
25. She's Leaving Home
26. Can't Buy Me Love
27. Birthday
28. Live And Let Die
29. Let It Be
30. Hey Jude
31. The Long And Winding Road
32. Lady Madonna
33. I Saw Her Standing There
34. Yesterday
35. Sgt. Pepper's Lonely Hearts Club Band Reprise/The End (medley)

### 2004 Simon and Garfunkel
1. Old Friends
2. Hazy Shade Of Winter
3. I Am A Rock
4. America
5. At The Zoo/Baby Driver
6. Kathy's Song
7. Hey Schoolgirl
8. Wake Up Little Suzie
9. Dream
10. Let It Be Me
11. Bye Bye Love
12. Scarborough Fair
13. Homeward Bound
14. Sound Of Silence
15. Mrs Robinson
16. Slip Slidin' Away
17. El Condor Pasa
18. Keep The Customer Satisfied
19. The Only Living Boy In New York
20. American Tune
21. My Little Town
22. Bridge Over Troubled Water
23. Cecilia
24. The Boxer
25. Leaves That Are Green
26. Feelin' Groovy

### 2005 Elton John
1. Pinball Wizard
2. Bennie and the Jets
3. Daniel
4. Turn the Lights Out When You Leave
5. Take Me To The Pilot
6. Rocket Man
7. I Guess That's Why They Call It The Blues
8. Sacrifice
9. Sorry Seems To Be The Hardest Word
10. Candle In The Wind
11. Funeral For a Friend
12. Love Lies Bleeding
13. Are You Ready For Love
14. Philadelphia Freedom
15. They Call Her The Cat
16. Sad Songs (Say So Much)
17. Don't Let The Sun Go Down On Me
18. I'm Still Standing
19. The Bitch is Back
20. Saturday Night's Alright
21. Crocodile Rock
22. Your Song

### 2006 Billy Joel & Bryan Adams

#### Bryan Adams
1. So far so good
2. Somebody
3. Open Road
4. Can't stop this thing we started
5. Back to you
6. Please forgive me
7. The only thing that looks good on me is you
8. The best of me

#### Billy Joel
1. Prelude/Angry Young Man
2. My Life
3. Just the Way You Are
4. The Entertainer
5. Honesty
6. Zanzibar
7. This Is the Time
8. New York State of Mind
9. Don't Ask Me Why
10. She's Always a Woman
11. Allentown
12. Movin' Out (Anthony's Song)
13. An Innocent Man
14. Uptown Girl
15. The River of Dreams
16. We Didn't Start the Fire
17. It's Still Rock and Roll to Me
18. Only the Good Die Young
19. Scenes From an Italian Restaurant
20. You May Be Right (con Bryan Adams)
21. Cuts Like a Knife (cover di Bryan Adams) (con Bryan Adams)
22. Piano Man

### 2007 Genesis
1. Behind The Lines
2. Duke's End
3. Turn It On Again
4. No Son Of Mine
5. Land Of Confusion
6. In The Cage
7. The Cinema Show
8. Duke's Travels
9. Afterglow
10. Hold On My Heart
11. Home By The Sea
12. Follow You Follow Me
13. Firth Of Fifth
14. I Know What I Like
15. Mama
16. Ripples
17. Throwing It All Away
18. Domino
19. Los Endos
20. Tonight Tonight Tonight
21. Invisible Touch
22. I Can't Dance
23. The Carpet Crawlers